# ویلیام هنری بری
ویلیام هنری بِری (انگلیسی: William Henry Bury; ۲۵ مهٔ ۱۸۵۹ – ۲۴ آوریل ۱۸۸۹) اهل پادشاهی متحد بریتانیای کبیر و ایرلند بود. او مظنون به این بود که همان قاتل زنجیره‌ای بدنام موسوم به "جک قاتل" است. او به جرم قتل همسرش الن در سال ۱۸۸۹ اعدام شد و آخرین فردی بود که در داندی، اسکاتلند اعدام شد.
بری در سنین کودکی یتیم شد و در مدرسه‌ای خیریه در منطقه میدلندز انگلستان تحصیل کرد. پس از چند سال کار عادی، دچار مشکلات مالی شد، به دلیل سرقت اخراج شد و به دست‌فروشی در خیابان روی آورد. در سال ۱۸۸۷ به لندن نقل مکان کرد و با الن الیوت ازدواج کرد که احتمالاً یک فاحشه بود. طی ازدواج پرفراز و نشیب‌شان که بیش از یک سال طول نکشید، با مشکلات مالی بیشتری روبرو شدند. در ژانویه ۱۸۸۹، به داندی نقل مکان کردند. ماه بعد، بری همسرش را با طناب خفه کرد، بدن بی‌جان او را با چاقوی جیبی زخمی کرد و جسد را در جعبه‌ای در اتاق‌شان پنهان کرد. چند روز بعد، خود را به پلیس محلی معرفی کرد و به جرم قتل او دستگیر شد. بری پس از محاکمه، به مرگ با دار محکوم شد و قبل از اجرای حکم، به جرم خود اعتراف کرد. اگرچه شکی در گناهکار بودن او نبود، داندی سابقه مخالفت با حکم اعدام داشت و روزنامه داندی کوریر روز پس از اعدام او سرمقاله‌ای منتشر کرد که در آن به شدت از "قتل‌های قضایی" انتقاد کرد.
قتل همسر بری درست پس از وقوع قتل‌های وایت‌چپل در لندن که به قاتل زنجیره‌ای ناشناخته‌ای به نام "جک قاتل" نسبت داده شده بود، رخ داد. محل زندگی قبلی بری در نزدیکی وایت‌چپل و شباهت‌های بین جنایات جک قاتل و قتل بری، باعث شد که مطبوعات و حتی جلاد او، جیمز بری، او را به عنوان جک قاتل معرفی کنند. هرچند ویلیام بری این اتهامات را انکار کرد و پلیس نیز او را به عنوان مظنون نپذیرفت. برخی نویسندگان بعداً این نظریه را پیگیری کردند، اما این فرضیه که بری همان جک قاتل باشد، به طور گسترده پذیرفته نشده است.

## دوران کودکی و نوجوانی
ویلیام بری در استاوربریج، ووسترشایر به دنیا آمد و کوچک‌ترین فرزند از چهار فرزند هنری بری و همسرش مری جین (با نام خانوادگی هنلی) بود. او در دوران نوزادی یتیم شد. پدرش که برای یک فروشنده محلی ماهی به نام جوسلین کار می‌کرد، در ۱۰ آوریل ۱۸۶۰ در یک حادثه با اسب و کالسکه در هیلزوون کشته شد. او در حین عبور از یک سراشیبی به زیر چرخ‌های کالسکه ماهی افتاد و اسب به همراه کالسکه از روی بدن او عبور کرد و باعث مرگش شد. مادر ویلیام، مری جین، ممکن است در زمان مرگ همسرش از افسردگی پس از زایمان رنج می‌برده باشد و در ۷ مه ۱۸۶۰ به دلیل ابتلا به "مالیخولیا" در آسایشگاه بیماران روانی و فقرای ووستر بستری شد. او تا زمان مرگش در ۳۰ مارس ۱۸۶۴ که ۳۳ سال داشت، در آنجا باقی ماند.
بزرگ‌ترین فرزند خانواده، الیزابت آن، در سن هفت سالگی در ۷ سپتامبر ۱۸۵۹ بر اثر یک حمله صرع جان خود را از دست داد که احتمالاً به افسردگی مری جین نیز دامن زده بود. دو فرزند دیگر، جوزف هنری و مری جین، هر دو قبل از سال ۱۸۸۹ فوت کردند. ویلیام ابتدا تحت سرپرستی دایی مادری‌اش، ادوارد هنلی، در دادلی بزرگ شد و تا سال ۱۸۷۱ در مدرسه خیریه "بلو کت" در استوربریج تحصیل کرد.
ویلیام در ۱۶ سالگی به عنوان دفتردار در یک انبار در هورسلی فیلدز، ولورهمپتون کار پیدا کرد. او تا اوایل دهه ۱۸۸۰ در آنجا کار می‌کرد، اما پس از عدم توانایی در بازپرداخت یک وام، مجبور به ترک کار شد. پس از آن، او در کارخانه قفل‌سازی آزبورن در خیابان لرد، ولورهمپتون مشغول به کار شد، اما در سال ۱۸۸۴ یا ۱۸۸۵ به دلیل سرقت از کار اخراج شد. محل زندگی دقیق او در سالهای بعد مشخص نیست، اما به نظر می‌رسد او زندگی ناآرامی را در مناطق میدلندز انگلیس و یورکشایر گذرانده باشد. در سال ۱۸۸۷، او به عنوان دست‌فروش در خیابان‌های اسنو هیل، بیرمنگام فعالیت می‌کرد و اقلام کوچکی مانند مداد و جاکلیدی می‌فروخت.

## لندن
در اکتبر ۱۸۸۷، ویلیام بری به منطقه بو در لندن رفت و برای فردی به نام جیمز مارتین که احتمالاً یک فاحشه‌خانه در خیابان کوئیکت شماره ۸۰ اداره می‌کرد، مشغول فروش خاک‌اره شد. در ابتدا، ویلیام در اصطبل زندگی می‌کرد، اما بعد به خانه نقل مکان کرد. آنجا با الن الیوت آشنا شد، زنی که برای مارتین به عنوان خدمتکار کار می‌کرد و احتمالاً فاحشه هم بود.
الن در ۲۴ اکتبر ۱۸۵۶ در والوورث لندن به دنیا آمد، جایی که پدرش جورج الیوت یک مهمانخانه به نام "بازوی آجرچین" را اداره می‌کرد. الن در دوران بزرگسالی به عنوان خیاط و کارگر در یک کارخانه کنف سازی کار می‌کرد. او در سال ۱۸۸۳ دختری غیرقانونی به دنیا آورد که در دسامبر ۱۸۸۵ در پناهگاه فقرا در پاپلار درگذشت. حدود یک سال پس از مرگ دخترش، الن برای مارتین شروع به کار کرد. در مارس ۱۸۸۸، الن و ویلیام از کارکردن برای مارتین دست کشیدند و به یک اتاق مبله در شماره ۳ خیابان سواتون، بو، نقل مکان کردند، و تا زمان ازدواجشان در روز دوشنبه عید پاک، ۲ آوریل ۱۸۸۸، در آنجا زندگی کردند. مارتین بعدها گفت که ویلیام را به دلیل بدهی‌های پرداخت نشده اخراج کرده است.
مارتین و همچنین صاحبخانه‌شان، الیزابت هاینز، بری را به عنوان فردی که در حالت مستی خشن می‌شد توصیف کردند. در ۷ آوریل ۱۸۸۸، زمانی که تنها پنج روز از ازدواج ویلیام و الن گذشته بود، هاینز دیده است که ویلیام بر روی الن زانو زده و او را با چاقو تهدید به بریدن گلو می‌کرد. پس از این اتفاق، هاینز آن‌ها را از خانه بیرون کرد و الن مجبور شد یکی از شش سهم ۱۰۰ پوندی یک شرکت راه‌آهن که از عمه‌اش به ارث برده بود را بفروشد تا بدهی ویلیام را به مارتین پرداخت کند. ویلیام دوباره توسط مارتین استخدام شد و آن‌ها به خیابان بلکتورن شماره ۱۱، نزدیک به محل قبلی‌شان، نقل مکان کردند. مارتین ادعا کرد که ویلیام به بیماری مقاربتی مبتلا شده بود. در ژوئن، الن بقیه سهامش را فروخت و در آگوست آن‌ها به خیابان اسپنبی شماره ۳، نزدیک به محل اصطبل اسب ویلیام نقل مکان کردند. با پول سهام، آن‌ها یک هفته تعطیلات در ولورهمپتون با یکی از دوستان ویلیام گذراندند و الن جواهرات جدید خرید. ویلیام همچنان به ضرب و شتم همسرش در نیمه دوم سال ۱۸۸۸ ادامه داد. تا دسامبر، بیشتر پول الن تمام شده بود و ویلیام اسب و کالسکه‌اش را فروخت. در ژانویه سال بعد، به صاحبخانه‌اش گفت که قصد دارد به بریزبن استرالیا مهاجرت کند و از او خواست دو جعبه چوبی برای سفر آماده کند. اما به جای این کار، ویلیام و الن به داندی اسکاتلند رفتند. الن علاقه‌ای به این جابجایی نداشت اما وقتی ویلیام به دروغ گفت که در کارخانه کنف سازی داندی کاری پیدا کرده است، موافقت کرد.

## داندی
ویلیام و الن بری به عنوان مسافران درجه دوم با کشتی "کامبریا" به سمت شمال حرکت کردند. آن‌ها در عصر روز ۲۰ ژانویه ۱۸۸۹ به داندی رسیدند و صبح روز بعد اتاقی را در طبقه بالای یک بار در خیابان یونیون شماره ۴۳ اجاره کردند. ویلیام و الن تنها هشت روز در آنجا ماندند و سپس در ۲۹ ژانویه به یک آپارتمان در زیرزمین مغازه‌ای در خیابان پرنسز شماره ۱۱۳ نقل مکان کردند. ویلیام کلید این مکان را به بهانه اینکه می‌خواهد آن را اجاره کند، از مشاور املاک گرفته بود. در همین زمان، الن شغلی به عنوان نظافتچی در یک کارخانه محلی پیدا کرد، اما پس از یک روز کار آنجا را ترک کرد. ویلیام همچنان به شدت مشروب می‌نوشید و اغلب با یک نقاش به نام دیوید واکر که مشغول رنگ‌آمیزی میخانه‌ای بود که ویلیام به آنجا می‌رفت، وقت می‌گذراند.
روز دوشنبه ۴ فوریه، ویلیام مقداری طناب از یک مغازه محلی خرید و بقیه روز را در دادگاه شرقی به تماشای جلسات از صحن علنی گذراند. گفته شده که او با دقت به جریان دادگاه گوش می‌داد. در ۷ فوریه دوباره در دادگاه حاضر شد. در ۱۰ فوریه، به دیدار دیوید واکر رفت که روزنامه‌ای با داستان خودکشی زنی با طناب به او قرض داد. واکر از ویلیام خواست تا خبری راجع به جک قاتل در آن پیدا کند، که در این لحظه ویلیام با ترس روزنامه را روی زمین انداخت. همان شب، ویلیام وارد اداره پلیس مرکزی داندی در خیابان بل شد و خودکشی همسرش را به ستوان جیمز پار گزارش داد. او گفت که شب قبل به شدت مشروب خورده بودند و صبح وقتی از خواب بیدار شد، جسد همسرش را با طنابی دور گردنش روی زمین پیدا کرد. ویلیام دکتری خبر نکرده بود، بلکه جسد را تکه‌تکه کرده و در یکی از صندوق‌هایی که از لندن آورده بودند، پنهان کرده بود. ویلیام به پار گفت که اعمالش ذهن او را به هم ریخته و می‌ترسد که به عنوان جک قاتل دستگیر شود.
پار ویلیام را نزد ستوان دیوید لمب، رئیس بخش کارآگاهان، برد. پار به لمب گفت: "این مرد داستان شگفت‌انگیزی برای شما دارد." ویلیام داستان خود را دوباره برای لمب بازگو کرد، اما این بار اشاره‌ای به جک قاتل نکرد و همچنین اضافه کرد که یک‌بار هم به بدن همسرش چاقو زده است. ویلیام مورد تفتیش قرار گرفت و یک چاقوی کوچک، دفترچه بانکی و کلید خانه‌اش از او ضبط شد. سپس لمب و کارآگاه پیتر کمپبل به آپارتمان تاریک بری‌ رفتند و در آنجا بقایای بدن الن را که در جعبه چوبی‌ای که ویلیام از لندن آورده بود پنهان شده بود، کشف کردند.

## تحقیقات
ستوان لمب به ایستگاه پلیس بازگشت و ویلیام را به جرم قتل الن متهم کرد. جواهرات الن که در جیب‌های ویلیام پیدا شد، مصادره شدند. در جستجوی اولیه در محل، روی درِ پشتی آپارتمان با گچ نوشته‌ای دیده شد که می‌گفت: "جک قاتل پشت این در است." همچنین در راه‌پله‌ای که از پشت ساختمان بالا می‌رفت نوشته شده بود: "جک قاتل در این زیرزمین است." پلیس و رسانه‌ها گمان می‌کردند که این نوشته‌ها پیش از وقوع جنایت توسط یک فرد محلی نوشته شده‌اند، اما نویسنده آن‌ها هرگز شناسایی نشد. در جستجوی دقیق‌تر صبح روز بعد، لباس‌های خون‌آلودی در جعبه‌ای که بدن الن در آن قرار داشت، یافت شد. همچنین بقایای لباس‌های دیگر و برخی از وسایل شخصی الن که در شومینه سوزانده شده بودند، پیدا شدند. خانه خالی از مبلمان بود، که نشان می‌داد شاید مبلمان یا برای گرما یا برای از بین بردن شواهد سوزانده شده باشد. یک چاقوی جیبی بزرگ پیدا شد که روی آن آثار گوشت و خون انسان بود، و طنابی که ویلیام در ۴ فوریه خریده بود نیز با رشته‌هایی از موی الن پیدا شد.
پنج پزشک جسد الن را بررسی کردند: جراح پلیس چارلز تمپلمن، همکارش الکساندر استالکر، جراح ادینبورگ هنری لیتلجان، و دو پزشک محلی به نام‌های دیوید لنکس و ویلیام کینیر. آن‌ها نتیجه گرفتند که الن از پشت خفه شده است. پای راست او در دو جا شکسته بود تا در جعبه جا شود. برش‌هایی که با چاقو روی شکم او ایجاد شده بود، به گفته تمپلمن، استالکر و لیتلجان، "حداکثر تا ده دقیقه پس از مرگ" ایجاد شده بودند. لنکس با این نظر مخالف بود و معتقد بود زخم‌ها بعداً ایجاد شده‌اند، زیرا هنگام بررسی جسد، زخم‌ها باز نشده بودند، اما تمپلمن و استالکر گفتند که در هنگام معاینه آن‌ها زخم‌ها باز شده بودند. لیتلجان توضیح داد که چون لنکس سه روز بعد از دیگران جسد را بررسی کرده، ممکن است شکل زخم‌ها تغییر کرده باشد، که لنکس هم این نظر را پذیرفت.
رئیس پلیس دِوار گزارشی از جزئیات جنایت به پلیس متروپولیتن لندن، که در حال بررسی قتل‌های جک قاتل بود، فرستاد. کارآگاهان لندن ویلیام بری را به عنوان مظنونی جدی در قتل‌های جک قاتل در نظر نگرفتند، اما بازرس فردریک آبرلاین با شاهدانی در وایت‌چپل که با ویلیام مرتبط بودند، از جمله کارفرمای سابق ویلیام، جیمز مارتین، و صاحبخانه‌هایش، الیزابت هاینز و ویلیام اسمیت، مصاحبه کرد. به گفته جیمز بری (جلاد ویلیام) و خبرنگار جنایی نورمن هستینگز، اسکاتلند یارد دو کارآگاه را برای مصاحبه با ویلیام بری فرستاد، اما هیچ مدرکی از این بازدید در آرشیو پلیس موجود نیست.

## محاکمه و اعدام
در ۱۸ مارس ۱۸۸۹، ویلیام بری به جرم قتل همسرش محکوم شد، ولی او به بی‌گناهی خود اصرار ورزید. محاکمه در ۲۸ مارس در دادگاه عالی جزایی به ریاست لرد یانگ برگزار شد. تیم دفاع ویلیام شامل وکیل ها دیوید توئیدی و ویلیام هی بود، و دادستانی را داگالد مک‌کنی هدایت می‌کرد. جلسه دادگاه ۱۳ ساعت به طول انجامید. شاهدان دادستانی شامل خواهر الن، مارگارت کورنی، کارفرمای سابق ویلیام، جیمز مارتین، صاحبخانه بری‌ها در لندن، الیزابت هاینز، دوست مشروب‌خور ویلیام، دیوید واکر، ستوان لمب و پزشکان تمپلمن و لیتلجان بودند. بعد از یک استراحت برای شام، هی دفاعیه را مطرح کرد که بیشتر به شهادت دکتر لنکس مبنی بر اینکه الن خودش را خفه کرده بود، تکیه داشت. در ساعت ۱۰:۰۵ شب، لرد یانگ جمع‌بندی خود را انجام داد و هیئت منصفه برای بررسی رای خود به اتاق مشورت رفت. بعد از ۲۵ دقیقه، هیئت منصفه با رای به گناهکار بودن ویلیام بازگشت، اما توصیه به بخشش کرد. لرد یانگ دلیل این توصیه را پرسید و یکی از اعضای هیئت منصفه با اشاره به شهادت دکتر لنکس گفت که شواهد پزشکی متناقض بوده است. از آنجا که داندی سابقه مخالفت با مجازات اعدام داشت، به نظر می‌رسید هیئت منصفه تلاش می‌کرد از صدور حکم اعدام خودداری کند. لرد یانگ از هیئت منصفه خواست دوباره رای خود را بررسی کنند تا بر اساس شواهد تصمیم قطعی بگیرند. در ساعت ۱۰:۴۰ شب، هیئت منصفه با رای به اتفاق آرا به گناهکار بودن ویلیام بازگشت و لرد یانگ حکم اعدام با دار را صادر کرد.

در ۱ آوریل، وکیل ویلیام، دیوید توئیدی، درخواست بخشش از مجازات را به وزیر کشور اسکاتلند، لرد لوتیان، ارائه داد. توئیدی استدلال کرد که به دلیل تناقضات در شواهد پزشکی و تردید اولیه هیئت منصفه، مجازات باید به حبس ابد تغییر یابد. او همچنین اشاره کرد که ویلیام ممکن است بیماری روانی را از مادرش که در یک آسایشگاه روانی جان باخته بود، به ارث برده باشد. کشیشی به نام ادوارد جان گو، که با ویلیام دوست شده بود و کشیش کلیسای سنت پل در داندی بود، نیز نامه‌ای به لرد لوتیان نوشت و خواستار بخشش شد. اما وزیر کشور از مداخله خودداری کرد و ویلیام در ۲۴ آوریل توسط جلاد جیمز بری به دار آویخته شد. روز بعد، روزنامه "داندی کوریر" سرمقاله‌ای در مخالفت با مجازات اعدام منتشر کرد:
هنوز افرادی هستند که معتقدند وقتی یک قتل رخ می‌دهد، باید قتل دیگری نیز انجام شود. وقایع دیروز چیزی جز قتل خونسردانه نبود... این عمل قتل‌های قضایی را ادامه می‌دهد... دلپذیر نیست که گفته شود انسان‌ها باید گهگاه یکی از هم‌نوعان خود را بکشند تا انسانیت حفظ شود.
این آخرین اعدام در داندی بود.
چند روز قبل از اعدام، ویلیام به کشیش گو اعتراف کرد که الن را کشته است. به درخواست گو، ویلیام در ۲۲ آوریل ۱۸۸۹ اعتراف‌نامه‌ای نوشت و خواست که تا بعد از مرگش منتشر شود. ویلیام ادعا کرد که بدون قصد قبلی و در یک مشاجره بر سر پول، الن را در شب ۴ فوریه ۱۸۸۹ خفه کرده و روز بعد سعی کرده بود جسد را تکه‌تکه کند اما نتوانسته بود ادامه دهد. با این حال، این بخش از اعترافات ویلیام با شهادت پزشکان مطابقت نداشت که گفته بودند برش‌ها "حداکثر تا ده دقیقه پس از مرگ" ایجاد شده بودند. ویلیام گفت که جسد الن را در جعبه قرار داده بود تا بعداً آن را از بین ببرد، اما وقتی متوجه شد که غیبت الن جلب توجه می‌کند، داستان خودکشی را ساخت.

## گمان بر "جک قاتل" بودن
به طور معمول، پنج قتل مشهور (معروف به "پنج قتل اصلی") به قاتل زنجیره‌ای بدنام "جک قاتل" نسبت داده می‌شود، که بین اوت تا نوامبر ۱۸۸۸ در منطقه وایت‌چپل در شرق لندن ترس و وحشت ایجاد کرد. اما تعداد دقیق قربانیان جک قاتل همچنان مورد اختلاف است و دست‌کم یازده قتل بین آوریل ۱۸۸۸ تا فوریه ۱۸۹۱ در همین پرونده پلیس بررسی شده‌اند. تمام این جنایات هنوز حل‌نشده باقی مانده‌اند.
ادعاهایی مبنی بر اینکه ویلیام بری ممکن است جک قاتل بوده باشد، اندکی پس از دستگیری او در روزنامه‌ها مطرح شد. همانند جک قاتل، بری نیز پس از مرگ همسرش به بدن او جراحات شکمی وارد کرده بود و همچنین از اکتبر ۱۸۸۷ تا ژانویه ۱۸۸۹ در نزدیکی وایت‌چپل زندگی می‌کرد. این نزدیکی زمانی و مکانی باعث شد او در مظان قتل‌های وایت‌چپل قرار گیرد. روزنامه "داندی ادوایزر" در ۱۲ فوریه گزارش داد که همسایه‌های بری از این که تصور می کردند فردی که به قتل‌های وایت‌چپل مرتبط است، در میان آن‌ها زندگی کرده بود، وحشت‌زده بودند. روزنامه "نیویورک تایمز" نیز همان روز بری را مستقیماً به این جنایات مرتبط دانست و گزارش داد که ویلیام، الن را برای جلوگیری از افشای گناهش کشته است. این داستان روز بعد در "داندی کوریر" نیز تکرار شد. "داندی کوریر" ادعا کرد که بری به ستوان پار گفته بود که جک قاتل است، اما در نسخه ستوان پار از ماجرا، فقط گفته شده بود که بری ترسیده بود به عنوان جک قاتل دستگیر شود. با وجود این که بری به قتل همسرش اعتراف کرده بود، هرگونه ارتباط با جک قاتل را انکار کرد. با این حال، جلاد ویلیام بری، جیمز بری، این نظریه را مطرح کرد که ویلیام بری همان جک قاتل است.
جیمز بری در خاطرات خود به نام "تجربیات من به عنوان یک جلاد" به ویلیام یا جک قاتل اشاره‌ای نکرده است، اما ارنست آ. پار، خبرنگاری از شهر نیومارکت، در ۲۸ مارس ۱۹۰۸ به وزیر کشور اسکاتلند نوشت که جیمز بری به صراحت به او گفته بود که ویلیام بری همان جک قاتل است.
در دهه ۱۹۲۰، نورمن هستینگز نظریه جیمز بری را گسترش داد و ویلیام بری را به عنوان جک قاتل مطرح کرد. صد سال پس از قتل‌های جک قاتل، ویلیام بیل و اوان مک‌فرسون کتاب‌ها و مقالاتی منتشر کردند که ویلیام بری را به عنوان یکی از مظنونین معرفی می‌کرد. آن‌ها اشاره کردند که قتل‌های وایت‌چپل در نوامبر ۱۸۸۸ پایان یافت، که تقریباً با خروج بری از وایت‌چپل همزمان بود. همچنین نوشته‌هایی در آپارتمان بری در داندی پیدا شد که به نظر می‌رسید به نوعی اعتراف او به عنوان جک قاتل باشد. ویلیام پس از قتل الن جواهرات او را برداشته بود، و گفته می‌شود که جک قاتل نیز جواهرات یکی از قربانیانش، آنی چاپمن، را برداشته بود. بری رفتار خشونت‌آمیزی نسبت به همسرش داشت، او را با چاقو تهدید می‌کرد و پس از مرگ شکم او را به شکلی مشابه با قربانیان جک قاتل باز کرده بود. مارجوری اسمیت، که مغازه‌ای بالای آپارتمان بری‌ها در خیابان پرنس داشت، در خلال یک مکالمه با همسایگانش، ویلیام و الن، از آن‌ها پرسیده بود: "این چه کاری بود که شما اهالی وایت‌چپل انجام دادید که گذاشتید جک قاتل این همه آدم را بکشد؟" ویلیام جوابی نداد، اما الن گفت: "جک قاتل ساکت شده است." او همچنین به یکی دیگر از همسایه‌ها گفته بود: "جک قاتل در حال استراحت است." بیل و مک‌فرسون استدلال کردند که این حرف‌های الن ممکن است نشان دهد که او از محل جک قاتل خبر داشته است.
با این حال، برخی معتقدند که بری تنها جنایات جک قاتل را تقلید کرده بود و به تفاوت‌هایی میان جنایات او و جک قاتل اشاره می‌کنند. الن بری با طناب خفه شده بود و نسبت به قربانیان جک قاتل، جراحات چاقویی کمتری داشت. قربانیان جک قاتل ابتدا گلویشان بریده شده و سپس شکمشان با جراحات عمیق شکافته شده بود، اما گلوی الن بری بریده نشده بود و فقط برش‌های کم‌عمقی روی شکمش ایجاد شده بود. هویت قاتل وایت‌چپل همچنان ناشناخته است و بیش از صد مظنون در طول سال‌ها معرفی شده‌اند. در حالی که برخی از نویسندگانی که در مورد جک قاتل می نویسند، بری را مظنونی محتمل‌تر از دیگران می‌دانند، اما دیگران این نظریه را رد می‌کنند و معتقدند که این استدلال‌ها بر پایه فرضیات ضعیف و شواهدی نامعتبر بنا شده‌اند.